# Taken 2
Taken 2 este un film thriller de acțiune francez din 2012. Filmul este în limba engleză și a fost regizat de Olivier Megaton, în distribuție fiind Liam Neeson, Maggie Grace, Famke Janssen, Leland Orser, Jon Gries, D.B. Sweeney, Luke Grimes și Rade Šerbedžija. El este un sequel pentru filmul din 2008 - Taken și a fost lansat pe 3 octombrie 2012. Deși a primit diverse recenzii din partea criticilor, Taken 2 a avut succes comercial, având încasări mai mari decât predecesorul său.

## Distribuție
- Liam Neeson as Bryan Mills
- Maggie Grace as Kim Mills
- Famke Janssen as Lenore "Lenny" Mills
- Rade Šerbedžija as Murad
- Leland Orser as Sam
- Jon Gries as Casey
- D.B. Sweeney as Bernie
- Luke Grimes as Jamie
- Olivier Rabourdin as Jean-Claude Pitrel
- Kevork Malikyan as Inspector Durmaz
- Luenell as Kim's driving instructor
- Alain Figlarz as Suko

## Sequel
În prezent un sequel pentru film este în stadiul de producție în Los Angeles.